# 四狂神戰記 (2010年遊戲)
《四狂神戰記》是2010年動作角色扮演遊戲，由Neverland和史克威爾艾尼克斯聯合開發，史克威爾艾尼克斯（日本）和Natsume（北美）發行，對應任天堂DS平臺。遊戲爲1995年角色扮演遊戲《四狂神戰記II》的重製版。
日版遊戲首周銷量爲1.4萬。《Fami通》爲遊戲打出30/40分。